# 전창림 (관료)
전창림(全昌林, 1889년 2월 23일 ~ ?)은 일제강점기의 경찰 겸 관료로, 본적은 함경북도 길주군 길성면이며, 함경북도 경성군 출신이다.

## 생애
1910년 2월 28일 함경남도관찰도 갑산경찰서 순사, 1910년 7월 1일 통감부 삼수경찰서 순사보로 각각 임명되었으며, 1911년 6월 15일 함경북도 성진경찰서에서 통역생으로 근무했다. 1914년 5월 21일 함경북도 경성경찰서 경부로 임명된 이래 함경북도 나남경찰서 도경부(1920년 ~ 1921년)와 함경북도 나남경찰서 경부(1922년)로 근무했고, 1923년 함경북도 보안과 경시, 1925년 함경북도 경찰관교습소 경시로 근무했다.
1928년 11월 16일 일본 정부로부터 쇼와대례기념장을 받았으며, 1929년부터 1939년까지 함경북도 무산군수(1929년 11월 27일 임명), 함경북도 길주군수(1931년 12월 28일 임명), 함경북도 명천군수(1936년 8월 11일 ~ 1939년 6월 21일)를 차례로 역임했다. 1930년 9월 9일 일본 정부로부터 훈6등 서보장, 1932년 10월 1일 조선 쇼와 5년 국세조사기념장, 1935년 9월 9일 훈5등 서보장을 받았고, 1935년 10월 조선총독부로부터 시정 25주년 기념표창을 받았다.
함경북도 명천군수 재직 시절에 일어난 중일 전쟁 당시 군용물자 공출, 마필 징발, 군대, 군인 및 유가족 등의 위문 및 후원, 국방사상 보급 및 선전, 시국강연회 개최, 국방헌금 및 애국기 헌납자금 모금에 관한 업무를 수행했으며, 1938년 6월 30일 고등관 3등, 1939년 7월 14일 정5위에 각각 서위되었다. 친일파 708인 명단의 경시 부문, 민족문제연구소의 친일인명사전 수록자 명단의 경찰 부문, 관료 부문, 친일반민족행위진상규명위원회가 발표한 친일반민족행위 705인 명단에 포함되었다.

## 참고자료
- 친일반민족행위진상규명위원회 (2009). 〈전창림〉. 《친일반민족행위진상규명 보고서 Ⅳ-15》. 서울. 818~824쪽.